# Pasul Turia
Pasul Turia sau Pasul Bálványos (maghiară Torjai-hágó) este o trecătoare situată la  940 m altitudine pe DJ113, care face legătura între orașul Târgu Secuiesc (Depresiunea Târgu Secuiesc) – situat la intersecția DN11 cu DN11B și DN2D și, reședința comunei Bixad (valea Oltului) – situată pe DN12, ambele aflate în județul Covasna.

## Date geografice
Trecătoarea este situată între Munții Bodoc – aflați la sud și Masivul Ciomatu-Puturosu – aflat la nord, pe culmea dintre Muntele Puturosu (1143 m) - aflat la nord-est și Vârful Mic (1087 m) aflat la sud-vest, între satul Bixad aflat la vest și Băile Bálványos aflate la sud-est.
Pe calea ferată cea mai apropiată gară este Bixad - gară accesibilă pe Magistrala CFR 400 – spre vest.
În apropiere spre nord se află Pasul Cașin, (situat pe DN11B).

## Repere
Aici se află cea mai veche dintre coloniile de băi (Pucioasa din Turia),  care au format și formează Băile Balvanyos. Actual se găsește aici un hotel - Best Western, în sediul fostului Sanatoriu TBC construit în 1930 după planurile arhitectului Grigore Ionescu.

## Obiective turistice de interes situate în apropiere
- Muntele Puturosu (Peștera Puturoasă, Grota cu Alaun, Grota Ucigașă, Cimitirul Păsărilor, Tinovul Bufnitor)
- Muntele Ciomatu (Lacul Sfânta Ana, Tinovul Mohoș)
- Băile Bálványos
- Valea Iadului
- Băile Tușnad